# Афонькино (Казахстан)
Афо́нькино (каз. Афонькин) — село у складі Мамлютського району Північноказахстанської області Казахстану. Адміністративний центр Становського сільського округу.
Населення — 583 особи (2021; 598 у 2009, 829 у 1999, 904 у 1989).
Національний склад станом на 1989 рік:
- росіяни — 73 %.